# Princequillo
Princequillo (1940–1964) est un cheval de course pur-sang né en Irlande, qui fit carrière aux États-Unis où il devint un étalon prédominant, notamment en tant que père de mères, puisque ses filles donnèrent deux des plus grands champions de l'histoire, Mill Reef et Secretariat. 

## Carrière de courses
Couverte en France au haras de Cheffreville, où stationne Prince Rose, Cosquilla, la mère de Princequillo, est envoyé en Irlande pour pouliner, la situation en France étant devenue par trop incertaine en ce printemps 1940. Princequillo voit donc le jour sur l'île d'émeraude avant d'être envoyé aux États-Unis, toujours pour s'éloigner de la guerre. En 1942, Princequillo fait ses débuts en compétition, puis est vendu au Prince géorgien Dimitri Djordjadze, qui vient d'acquérir la plantation historique Boone Hall Farm en Caroline du Sud, et le confie à Horatio Luro, le futur entraîneur de Northern Dancer. C'est sous ses nouvelles couleurs qu'il se révèle l'un des meilleurs chevaux américains sur les distances supérieures à 2400 mètres, remportant notamment la Jockey Club Gold Cup.  

### Palmarès
- Jockey Club Gold Cup (1943)
- Saratoga Handicap (1943)
- Saratoga Cup (1943)
- Merchants and Citizens Handicap (1944)
- Questionnaire Handicap (1944)

## Au haras
À l'issue de sa carrière de course, Princequillo est acquis par Arthur B. Hancock, l'homme de Claiborne Farm, celui qui avait importé de France Sir Gallahad, qui s'est avéré un immense étalon. Princequillo est donc installé d'abord à Ellerslie Stud, en Virginie, puis dans son fameux haras Claiborne Farm, dans le Kentucky. Princequillo allait lui aussi se montrer à la hauteur de investissement, puisqu'il donnera plusieurs champions, qui lui vaudront deux titres de tête de liste des étalons américains en 1957 et 1958 : 
- Round Table : cheval de l'année en 1958, membre du Hall of Fame, puis tête de liste des étalons américains en 1972
- Hill Prince : cheval de l'année en 1950, membre du Hall of Fame, vainqueur entre autres des Preakness Stakes, et de la Jockey Club Gold Cup.
- Misty Morn : pouliche de 3 ans de l'année 1955.
- Quill : pouliche de 3 ans de l'année 1958.

Surtout, Princequillo allait s'avérer un père de mères hors du commun, cumulant quelque huit titres de tête de liste des pères de mères entre 1966 et 1976. Ses filles ont donné deux légendes des courses, l'Américain Secretariat et le Britannique Mill Reef, mais aussi la troisième mère de l'incontournable Miesque. L'un de ses meilleurs continuateurs au haras, Prince John, fut à son tour tête de liste des pères de mères à quatre reprises, contribuant également à assoir sa durable influence sur l'élevage américain et mondial.  
Princequillo meurt d'une crise cardiaque en 1964, à 24 ans. Il est enterré à Claiborne Farm. 

## Origines
Princequillo est un fils du champion belge Prince Rose, le plus fameux coursier de l'histoire des courses du plat pays. Sa mère, la Française Cosquilla, était une excellent jument, lauréate d'un Grand Prix de Chantilly et d'un Prix Fille de l'Air dans les années 30.  

### Pedigree
| Origines de Princequillo (IRE) mâle bai né en 1940 | Origines de Princequillo (IRE) mâle bai né en 1940 | Origines de Princequillo (IRE) mâle bai né en 1940 | Origines de Princequillo (IRE) mâle bai né en 1940 |
| -------------------------------------------------- | -------------------------------------------------- | -------------------------------------------------- | -------------------------------------------------- |
| Père Prince Rose                                   | Rose Prince                                        | Prince Palatine                                    | Persimmon                                          |
| Père Prince Rose                                   | Rose Prince                                        | Prince Palatine                                    | Lady Lightfoot                                     |
| Père Prince Rose                                   | Rose Prince                                        | Eglantine                                          | Perth                                              |
| Père Prince Rose                                   | Rose Prince                                        | Eglantine                                          | Rose de Mai                                        |
| Père Prince Rose                                   | Indolence                                          | Gay Crusader                                       | Bayardo                                            |
| Père Prince Rose                                   | Indolence                                          | Gay Crusader                                       | Gay Laura                                          |
| Père Prince Rose                                   | Indolence                                          | Barrier                                            | Grey Leg                                           |
| Père Prince Rose                                   | Indolence                                          | Barrier                                            | Bar The Way                                        |
| Mère Cosquilla                                     | Papyrus                                            | Tracery                                            | Rock Sand                                          |
| Mère Cosquilla                                     | Papyrus                                            | Tracery                                            | Topiary                                            |
| Mère Cosquilla                                     | Papyrus                                            | Miss Matty                                         | Marcovil                                           |
| Mère Cosquilla                                     | Papyrus                                            | Miss Matty                                         | Simonath                                           |
| Mère Cosquilla                                     | Quick Thought                                      | White Eagle                                        | Gallinule                                          |
| Mère Cosquilla                                     | Quick Thought                                      | White Eagle                                        | Merry Gal                                          |
| Mère Cosquilla                                     | Quick Thought                                      | Mindful                                            | Minoru                                             |
| Mère Cosquilla                                     | Quick Thought                                      | Mindful                                            | Noble Martha (famille 1-b)                         |